# De legende van de verzonken kapel
De legende van de verzonken kapel ook wel bekend als Het geheim van de zwarte roversbende is het eerste boek geschreven door Mariolande Kennedy.

Het verhaal is fictie maar gedeeltelijk ook non-fictie en beschrijft de geschiedenis van de Zesgehuchten.

## Het verhaal
Het verhaalt speelt zich in het heden en in het verleden af:

### Verleden
Een duistere groep rovers plunderde in de Zuidelijke Nederlanden kerken en kastelen, uiteraard is de bevolking hier bang voor.

In het Kasteel Heeze woont een knappe prinses genaamd Euvelwinde.
Ook hier komen de rovers langs, maar zodra ze alles hebben geroofd en willen weggaan, wordt er een vloek uitgesproken en de kapel waarin de rovers zich bevinden, verdwijnt in de grond met buit en al.

### Heden
De zusjes Emma, Paula en Frederique gaan voor een trouwerij naar de kerk.
De trouwerij wordt verstoord door een bende die de zaal binnenkomt. De mensen worden allemaal opgesloten in de zaal, maar de drie zusjes weten te ontsnappen en komen erachter dat de bende op zoek is naar de buit van de rovers.